# Clauss
Clauss oder Clauß ist ein deutscher Familienname. Zu Herkunft und Bedeutung siehe Klaus.

## Namensträger
- Andreas Clauß (* 1969), deutscher Fußballspieler
- Andreas Clauß (Triathlet) (* um 1963), Triathlet und Triathlonveranstalter
- Anna Clauß (* 1981), deutsche Journalistin
- Armin Clauss (* 1938), deutscher Postbeamter, Gewerkschafter und Landespolitiker (Hessen) (SPD)
- Arno Clauss (* vor 1970), deutscher Liedermacher und Hörfunkmoderator
- August Friedrich Clauß (1813–1892), deutscher Politiker
- Berthold Clauß (1882–1969), deutscher Maler und Grafiker
- Christian Clauß (* 1984), deutscher Schauspieler
- Christine Clauß (* 1950), deutsche Landespolitikerin (Sachsen) (CDU)
- David Clauss der Ältere (um 1628–1696), deutscher Scharfrichter
- Dieter Clauß (* 1934), deutscher General
- Eduard Gerhardt Clauß (1906–1966), deutscher Keramikmaler
- Ernst Iselin Clauß (1793–1864), deutscher Unternehmer und Textilfabrikant
- Ernst Otto Clauß (1843–1889), deutscher Fabrikbesitzer, Textilunternehmer und Politiker (NLP)
- Eugen Ritter von Clauß (1862–1942), deutscher General der Infanterie
- Georg Clauß, deutscher Amtshauptmann und Landrat
- Gisela Clauß (* 1949), deutsche Politikerin (CDU)
- Günter Clauß (1924–1994), deutscher Psychologe und Erziehungswissenschaftler
- Günther Clauss (* 1939), deutscher Physiker und Professor für Meerestechnik
- Gustav Clauss (Winzer) (1825–1908), deutsch-griechischer Weinbaupionier
- Gustav Clauß (Geodät)  (1871–1938), deutscher Geodät
- Gustav Moritz Clauß (auch Clauss; 1796–1871), deutscher Bankier und Abgeordneter
- Hannes Clauss (* 1949), deutscher Jazzschlagzeuger und bildender Künstler
- Hans Clauß, deutscher Fußballspieler der 1930er Jahre
- Heinz Clauss (1935–2008), deutscher Balletttänzer
- Herbert Clauß (1907–2005), deutscher Volkskundler und Heimatforscher
- Ingo Clauß (* 1977), deutscher Kunstwissenschaftler
- Isaac Clauss (1613–ca. 1663), Straßburger Schriftsteller und Übersetzer
- James J. Clauss (* 1953), US-amerikanischer Gräzist
- Johann Gotthilf Clauß (1780–1862), deutscher Oberlehrer
- Jonathan Clauss (* 1992), französischer Fußballspieler
- Joseph Maria Benedikt Clauß (1868–1949), katholischer Priester, Theologe und Archivar
- Ludwig Ferdinand Clauß (1892–1974), deutscher Psychologe
- Manfred Clauss (1945–2025), deutscher Althistoriker
- Martin Clauss (* 1973), deutscher Mittelalterhistoriker
- Max Walter Clauss (1901–1988), deutscher Journalist
- Michael Clauß (* 1961), deutscher Diplomat
- Otto Clauss (1858–1929), deutscher Astronom, Physiker und Forschungsreisender
- Peter Clauß (* 1989), deutscher Radrennfahrer
- Peter Otto Clauß (1787–1872), deutscher Industrieller und Politiker, MdL (Königreich Sachsen)
- Robert Clauß (1894–1974), deutscher Kapitän, Kap Hoornier
- Rolf Clauß (1911–1990), Richter am Bundesverwaltungsgericht, Vater von Volkmar Clauß
- Steven Clauss (* 1957), deutsch-amerikanischer Basketballtrainer und Basketballfunktionär
- Theodor Clauss (1847–1907), badischer Oberamtmann
- Thomas Clauß (* 1982), deutscher Ökonom und Hochschullehrer
- Ulrich Clauß, deutscher Journalist
- Volkmar Clauß (* 1942), deutscher Theaterintendant, Sohn von Rolf Clauß
- Walter Clauss (1899–1972), Schweizer Germanist
- Wilhelm Clauß (1830–1896), deutscher Maschineningenieur und Bahndirektor
- Wilhelm Schneider-Clauß (1862–1949), Kölscher Mundart-Autor
- Wilhelmine Clauss-Szarvady (1832–1907), österreichische Pianistin
- Wolf-Joachim Clauß (* 1950), deutscher Offizier, Generalmajor und Amtschef